# Лејк Џенова (Висконсин)
Лејк Џенова (енгл. Lake Geneva) град је у америчкој савезној држави Висконсин.

## Демографија
По попису из 2010. године број становника је 7.651, што је 503 (7,0%) становника више него 2000. године.
| Група             | 2000.         | 2010.         |
| Белци             | 5.908 (82,7%) | 6.091 (79,6%) |
| Афроамериканци    | 64 (0,9%)     | 45 (0,6%)     |
| Азијати           | 77 (1,1%)     | 111 (1,5%)    |
| Хиспаноамериканци | 1.054 (14,7%) | 1.323 (17,3%) |
| Укупно            | 7.148         | 7.651         |